# Bolesław Proch
Bolesław Proch (ps. MrBoley) (ur. 4 lutego 1952 w Świebodzinie, zm. 22 grudnia 2012 w Niemczech) – polski żużlowiec.

## Kariera
W czasie trwającej 15 lat kariery reprezentował barwy klubów: Zgrzeblarki / Falubaz Zielona Góra (1972–1975), Stal Gorzów Wielkopolski (1977–1980) oraz Polonia Bydgoszcz (1981–1987). Odniósł szereg sukcesów indywidualnych oraz drużynowych, zarówno na arenie krajowej, jak i międzynarodowej.
W 1976 roku zdecydował się przejść z Falubazu Zielona Góra do Stali Gorzów Wielkopolski, za co został zawieszony przez Główną Komisję Sportu Żużlowego na dwa lata. Ostatecznie w połowie 1976 roku zezwolono mu na starty w lidze brytyjskiej, gdzie bronił barw drużyn Reading Racers (1976–1977) oraz Leicester Lions (1977). W 1977 roku GKSŻ anulowała resztę karencji i zezwoliła Prochowi na starty w Gorzowie.

## Osiągnięcia
- Indywidualne Mistrzostwa Świata na Żużlu

1978 – VIII m. (finał kontynentalny)
- Mistrzostwa Świata Par na Żużlu

1978 – V m.
- Indywidualne Mistrzostwa Polski na Żużlu

1978 – II m.  Stal Gorzów
1985 – II m.  Polonia Bydgoszcz
- Drużynowe Mistrzostwa Polski na Żużlu

1973 – III m. Falubaz Zielona Góra
1977 – I m.   Stal Gorzów
1978 – I m.   Stal Gorzów
1979 – II m.  Stal Gorzów
1986 – II m.  Polonia Bydgoszcz
1987 – II m.  Polonia Bydgoszcz
najwyższa średnia punktowa: 1978 – 2,46
- Mistrzostwa Polski Par Klubowych na Żużlu

1978 – I m.   Stal Gorzów
- Młodzieżowe Indywidualne Mistrzostwa Polski na Żużlu

1975 – I m.   Falubaz Zielona Góra
- Turniej o Srebrny Kask

1975 – I m.   Falubaz Zielona Góra
- Turniej o Złoty Kask

1978 – II m.  Stal Gorzów
1981 – I m.   Polonia Bydgoszcz
- Kryterium Asów Polskich Lig Żużlowych im. Mieczysława Połukarda

1982 – III m. Polonia Bydgoszcz
1983 – III m. Polonia Bydgoszcz
1984 – II m.  Polonia Bydgoszcz
- Memoriał Alfreda Smoczyka

1978 – II m.  Stal Gorzów